# 藤井甚太郎
藤井 甚太郎（ふじい じんたろう、1883年3月25日 - 1958年7月9日）は、大正・昭和期の日本史学者。法政大学文学部教授を経て、同大学名誉教授。明治維新史の実証主義的研究の先駆者として活躍した。

## 経歴
旧福岡藩士・藤井一寛の長男として、福岡県福岡区荒戸町（現・福岡市中央区大手門3丁目）に生まれる。1902年、福岡県立中学修猷館、1905年、第五高等学校文科を経て、1909年、東京帝国大学文科大学史学科を卒業。大学卒業論文である『筑紫辺防考』では邪馬台国を肥後国内に論究している。
その後、東京帝国大学大学院に進み、徳川季世史を専攻。同時に、渋沢編纂所員となって『徳川慶喜公伝』の編纂に従事し、渋沢栄一の知遇を得たが、1914年、同郷の金子堅太郎が副総裁をしていた文部省維新史料編纂会事務局に招かれて移る。それ以後、維新史料の編纂に従事すること30余年、1940年に首席編纂官となり、修史の功により、従三位の勅任官に叙せられている。
その一方で、1924年、吉野作造を初代会長とする明治文化研究会に、宮武外骨・石井研堂・尾佐竹猛・石川巌・小野秀雄・井上和雄らとともに参画し、『明治文化全集』を刊行、日本史籍協会叢書の校訂編集を分担する。また、1925年、京都帝国大学文学部講師として明治維新史を講じ、その後、九州帝国大学、東北帝国大学においても、明治維新史を講じている。
教育にも情熱を注ぎ、1945年3月、退官して、実践女子大学の前身である、実践女子専門学校・実践高等女学校・実践第二高等女学校の校長に就任する。1949年5月、法政大学文学部教授となり、同史学科の基礎を築き、1958年4月、同名誉教授となる。
1952年4月、開国百年記念文化事業会常務理事に就任し、『明治文化史』、『日米文化交渉史』の出版を手がける。日本歴史地理学会会長、日本近代史学会初代会長にも就任している。

## 著書
- 『明治維新史講話』,雄山閣,1926年
- 『日本憲法制定史』,雄山閣,1929年